# 好運來 (台灣電視劇)
《好運來》是民視的八點檔連續劇，2024年12月24日首播，在《愛的榮耀》結局後上映。

## 製作

### 開鏡
2024年11月5日，民視舉行《好運來》開鏡記者會，製作人蕭大陸、黃沁嵐與演員侯怡君、蘇晏霈、謝瓊煖、傅子純、劉至翰、曾子益、倪齊民、米可白、陳慕義、王瞳、楊慶煌、賴慧如、龍天翔、高欣欣、高群、王燦、楚宣、何豪傑、謝京穎、賴芊合、吳東諺、洪浩竣、吳鈺萱、程雅晨等人一同出席。記者會也揭露該劇以三個世代、三個女人為主軸，描述她們在傳統與現代的交織下，如何堅守家庭、追尋幸福。

### 拍攝
該劇於雲林縣西螺福興宮取景拍攝，劇組在當地動員數十組陣頭及上百名臨時演員拍攝盛大的開場重頭戲，演員楊慶煌、謝瓊煖和劉至翰也為戲特別勤練鼓陣。

### 第二代演員
2025年3月14日，民視釋出兩支白色情人節祝福影片。影片中公開第二代演員名單，演員包含傅子純、蘇晏霈、林筳諭、曾子益、王瞳、洪浩竣、謝京穎、何蓓蓓、宮美樂、徐千京、程雅晨、吳東諺、黃文星和吳政澔。

## 海報設計
主視覺海報由設計師徐慈蔓操刀，她表示海報以「喜氣洋洋、歡樂團圓」為核心，希望傳遞出滿滿的正能量。海報中演員齊聚一堂，擺出祝福的手勢，象徵著新年的祝福與美好的期盼。而紅色的底色搭配金色的元素，更增添了喜慶的氛圍。

## 電視節目的變遷
| 臺灣 民視無線台 八點檔                        | 臺灣 民視無線台 八點檔    | 臺灣 民視無線台 八點檔 |
| --------------------------------------------- | ------------------------- | ---------------------- |
|                                               | - 好運來 - 2024年12月24日 |                        |
| - 愛的榮耀 - 2023年10月31日- - 2024年12月24日 | —                         |                        |

## 外部連結
- 台娛百科上的好運來演員及角色詳細資訊